# Yomogita
Yomogita (蓬田村?) è un villaggio giapponese della prefettura di Aomori.